# 588 أخيل

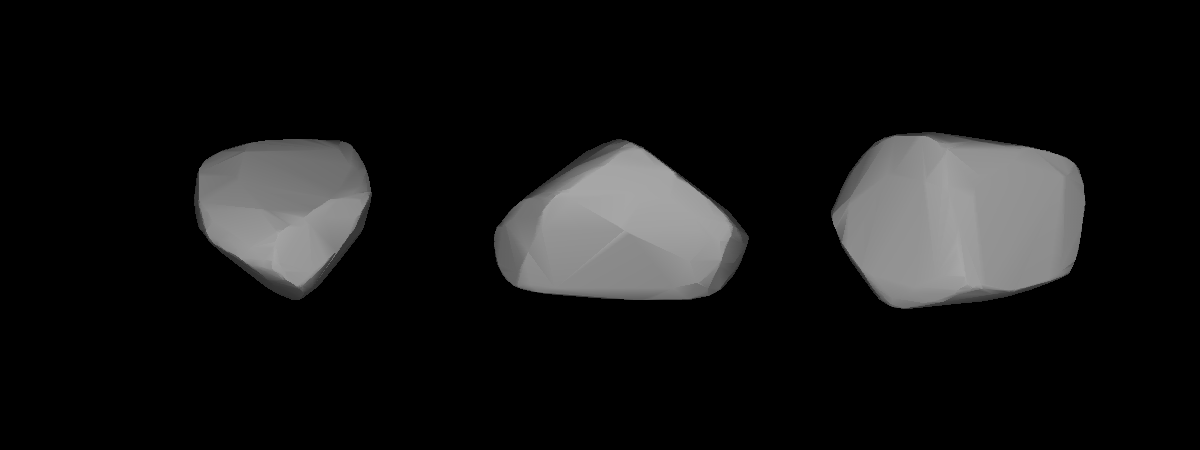
شكل نموذجي لـ 588 أخيل من منحنى الضوء الخاص به

 أخيل 588 أوالكويكب 588 للمشتري ، التعين المؤقت له  الكويكب 1906TG. وهو كويكب من كويكبات طروادة ينتمي إلى كويكبات معسكر الإغريق ، أكتشف في سنة 1906. أشتق اسم هذا الكويكب من أحد أسماء الشخصيات الإغريقية (Achilles ) في ملحمة إلياذة هوميروس .
كباقي كويكبات معسكر الإغريق يقع مداره في النقطة L4 من نقاط لاغرانج وفق نظام الشمس - المشتري. يبلغ القدر المطلق لهذا الكويكب 8.67 ونصف المحور الرئيسي لمداره 5.199 وحدة فلكية. وقد تم رصده 46 مرة حتى فبراير 2013. الإشارة المرجعية له وفق ملحق مدرات الكويكبات السيارة هي MPO250197‏